# Torsjön (Östra Torsås socken, Småland)
Torsjön är en sjö i Växjö kommun i Småland och ingår i Mörrumsåns huvudavrinningsområde. Sjön är 3,4 meter djup, har en yta på 1,74 kvadratkilometer och befinner sig 156 meter över havet. Sjön avvattnas av vattendraget Aggaå (Skyeån).

## Delavrinningsområde
Torsjön ingår i det delavrinningsområde (629321-144538) som SMHI kallar för Utloppet av Torsjön. Medelhöjden är 161 meter över havet och ytan är 9,14 kvadratkilometer. Räknas de 12 avrinningsområdena uppströms in blir den ackumulerade arean 292,48 kvadratkilometer. Aggaå (Skyeån) som avvattnar avrinningsområdet har biflödesordning 2, vilket innebär att vattnet flödar genom totalt 2 vattendrag innan det når havet efter 85 kilometer. Avrinningsområdet består mestadels av skog (32 %), öppen mark (16 %) och jordbruk (20 %). Avrinningsområdet har 1,7 kvadratkilometer vattenytor vilket ger det en sjöprocent på 18,6 %. Bebyggelsen i området täcker en yta av 1,05 kvadratkilometer eller 11 % av avrinningsområdet.